# Alexander Calder

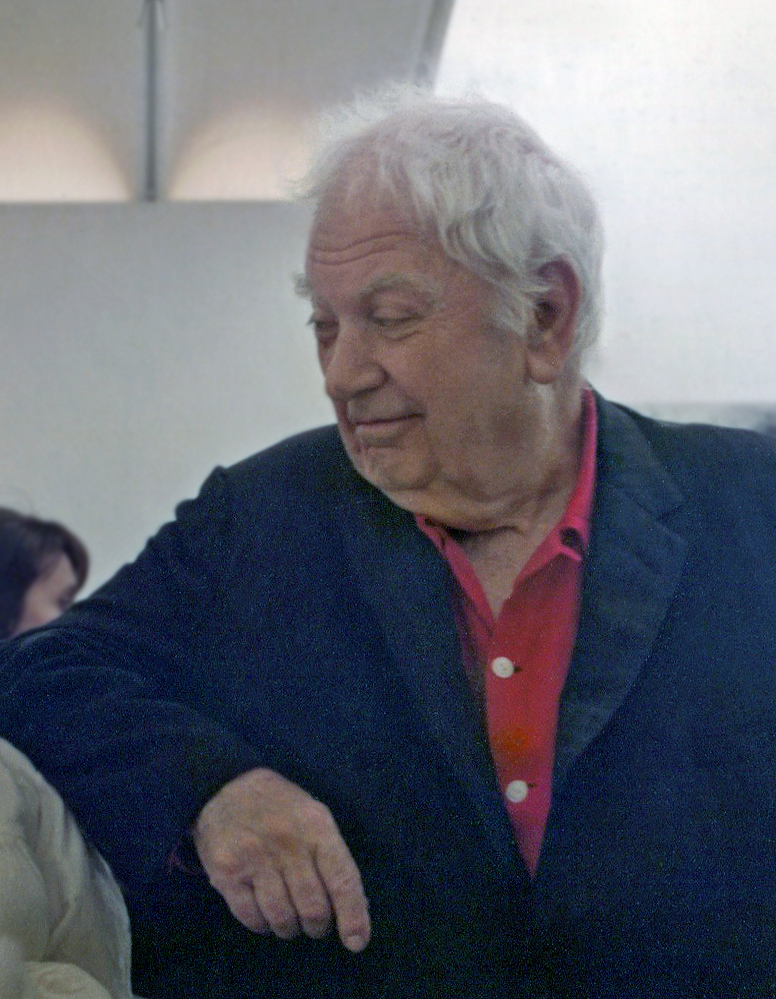
1968-ban

Alexander Calder (/ˈkɔːldər/) (Lawnton, Pennsylvania, 1898. július 22. – New York, 1976. november 11.) amerikai képzőművész, kinetikus szobrász, a légmobilok, stabilok és drótrajzok kitalálója. Munkásságával jelentősen hozzájárult ahhoz, hogy a mozgás a képzőművészetekben is tárgyi formát öltsön. A légmobilok (mobiles) egyensúlyba állított vagy függesztett szobrok, amik érintésre vagy szél hatására mozgásba lendülnek. Stabiloknak, stabil szobroknak Calder monumentális, mozdulatlan acél szobrait nevezik. Calderhez fűződnek az első drótszobrok, drótból készített három dimenziós rajzok, illetve szintén részben drótokból készítette el híres játékát, a Calder Cirkuszt.

## Élete
Alexander "Sandy" Calder Lawntonban, Pennsylvaniaban született 1898. július vagy augusztus 22-én. Édesapja, Alexander Stirling Calder, közismert szobrász, köztéri munkái elsősorban Philadelphiában és környékén találhatók. Calder édesanyja, Nanette (leánykori neve Lederer), szakképzett portréfestő, Párizsban a Julian Akadémián és a Sorbonne-on tanult. Testvére, Margaret Calder Hayes, meghatározó szerepet töltött be a UC Berkeley Art Museum alapításában. Calder nagyapja, Alexander Milne Calder szintén szobrász, Skóciában született és 1868-ban vándorolt Philadelphiába. Legismertebb munkája, William Penn nagyszabású szobra, Philadelphia városházának tornyában található.
Calder gyerek- és ifjúkorát meghatározta apja művészi karrierje, a család a megbízások függvényében Kalifornia és New York között ingázott. A fiatal Caldert korán érdekelni kezdték a fémek, testvére babáinak rézdrótból ékszereket készített, a családiház pincéjében rendezte be a "műhelyét" és a családtagoknak gyakran ajándékozott saját készítésű réz tárgyakat. 1915-ben San Franciscóban a Lowell High Schoolban fejezte be a középiskolai tanulmányait.
Calder szülei nem akarták, hogy fiuk a művészek nehéz életét élje, így Calder úgy döntött gépészmérnöknek tanul. Amikor Caldert arról kérdezték, hogy miért tanult művészetek helyett gépészetet annyit mondott, hogy „Azért akartam mérnök lenni, mert néhány srác akiket kedveltem gépészmérnökök voltak, ennyi.“ A Stevens Institute of Technology-ban Calder jól teljesített matematikából, közkedvelt srác volt és az évkönyv alapján „Sandy nyilvánvalóan mindig vidám, kapható egy kis viccre, és a szemében mindig ott van egy kis csintalanság. Így lehet a leginkább jellemezni, az egyik legjobb természetű srác.“
1916 nyarán Calder öt hetet töltött a Plattsburg polgári katonai kiképzőtáborban. 1918-ban a Stevensben csatlakozott a Diákhadtest Kiképző Alakulatához, a Naval szakaszhoz és a zászlóalj vezetőjévé tették. 1919-ben diplomázott.
A következő hét évben sokféle munkát végzett, dolgozott hidraulikus mérnökként és műszaki rajzolóként a New York Edison Company-nál, 1922-ben a H. F. Alexander sétahajón kapott gépész állást. Amíg a hajó San Franciscóból New York City-be hajózott Calder a fedélzeten aludt és az egyik reggel Guatemala partjainál ébredve a horizont két oldalán egyszerre látta a felkelő napot és a teliholdat, ami nagy hatást gyakorolt rá. Az önéletrajzában így ír a történetről: „Kora reggel ébredtem a csendes tengeren, Guatemala partjainál voltunk, amikor a fekhelyem, egy nyaláb kötél felett, az egyik oldalon megláttam a lángoló piros napfelkeltét és a másik oldalon az ezüstben úszó Holdat.“ A hajó San Franciscóban kötött ki és Calder Aberdeenbe utazott, ahol testvére és a férje, Kenneth Hayes élt. Itt munkafelügyelőként állást vállalt egy fakitermelő telepen. A hegyvidék annyira megihlette, hogy ecsetet és festéket hozatott otthonról. Nem sokkal ezután Calder úgy döntött, hogy visszaköltözik New Yorkba és művészként dolgozik tovább.
Calder New Yorkban beiratkozott az Art Students League-ba. Diákként a National Police Gazette-nek dolgozott, ahol 1925-ben azt a feladatot kapta, hogy készítsen rajzot a Ringling Brothers and Barnum and Bailey Circusról. Caldert teljesen lenyűgözte a cirkusz és ez a téma visszatért a későbbi munkáiban.
1926-ban Párizsba költözött, beiratkozott az Académie de la Grande Chaumière-be és a rue Daguerre 22-ben a Montparnasse-on berendezte a stúdióját. 1929-ben Párizsból New Yorkba tartva megismerkedett későbbi feleségével, Louisa James-szel (1905-1996), Henry James író és William James filozófus unokahúgával. 1931-ben házasodtak össze. Párizsban Calder számos avantgárd művésszel barátságot kötött úgy mint Fernand Léger-vel, Jean Arp-ral és Marcel Duchamp-nal. Calder és Louisa 1933-ban tértek vissza Amerikába és Roxburyben egy farmon családot alapítottak. Első lányuk, Sandra 1935-ben született, Mary 1939-ben.
1955-ben három hónapot töltöttek Indiában, ahol Calder szobrokat és ékszereket készített.
1963-ban Calder Franciaországba, Saché-ba helyezte a műhelyét. A városnak egy szobrot ajándékozott, ami 1974 óta a város főterén van kiállítva. Munkája során művei jelentős részét a kiállítási helytől függetlenül franciául nevezte el.
1966-ban veje, Jean Davidson segítségével kiadta Képes Önéletrajz c. könyvét.
Calder 1976. november 11-én váratlanul halt meg, nem sokkal egy nagyszabású retrospektív kiállítás megnyitása után a Whitney Museumban New Yorkban.

## Művészeti tevékenysége

### Szobrászat
1926-ban egy szerb játékkereskedő javaslatára mozgó játékokat kezdett készíteni és Jose de Creeft szobrászbarátja ösztönzésére játékaival jelentkezett a Salon des Humoristes-ba. Calder hozzáfogott a Cirkusz-ához, egy drótból, ruhaanyagokból, madzagból, gumiból, parafából és egyéb talált tárgyakból készült minicirkuszhoz. A Cirque Calder hamarosan közkedveltté vált a párizsi avantgárd körökben. Calderhez fűződik a drótszobrászat is, 1929-ben megnyílt az első egyéni kiállítása a párizsi Galerie Billiet-ben. Jules Pascin, Calder barátja a Montparnasse egyik kávézójából írta a katalógus előszavát. 1930-ban látogatott el Piet Mondrian stúdiójába, ami nagy hatást gyakorolt rá és fokozatosan az absztrakt művészetek felé fordult.
Az absztrakt szobrokon keresztül eljut a lengőkarokkal és motorral hajtott kinetikus szobrokig, ami a névjegyévé vált. Calder kinetikus szobrai elsőként lépnek ki a hagyományos szemléletből miszerint az alkotás alapvetően egy statikus tárgy.
1931-ben Calder motorral hajtott, mozgatható elemekből álló szobrait Marcel Duchamp mobiloknak nevezi, ami egy francia szójáték és egyszerre jelent érzelmet és valamilyen mozgásban lévő tárgyat. 1932-re Calder áttér a függesztett szobrokra, amik érintésre vagy légmozgástól lendültek működésbe. 1934-ben kültéri szobrokat kezdett készíteni. Ezzel egy időben Calder önálló, statikus, absztrakt szobrokkal is kísérletezett, amiket 1932-ben Jean Arp stabiloknak nevezett el. 1935-36 között számos munkája készült fából. Az Exposition Internationale des Arts et Techniques dans la Vie Moderne (1937) spanyol pavilonjában szerepelt Calder Merkúr-kútja.
A második világháború idején álcázási szakértőként akart csatlakozni a tengerészgyalogsághoz, de jelentkezését elutasították. Folytatta a szobrászatot és a szűkös alumíniumforrások miatt visszatért a fához – egy új, csillagképszerű formavilágot hozott ekkor létre. Amint véget ért a háború Calder ismét visszatért a fémlemezekhez, amiket a jellegzetes fekete-fehér-kék-piros színekkel maga festett. Ebben az időszakban készült a munkáinak egy kis csoportja, amiknek az egyensúlyát egy függesztett alsó lemez adta (Lily of Force (1945) Az erő lilioma, Baby Flat Top (1946) és a Red is Dominant (1947)). Calder új műveknek látott neki úgy mint a Seven Horizontal Discs-nek (1946), amit néhány korábbi művéhez hasonlóan darabokra szedett és az akkori méretkorlátok ellenére postára tudott adni. A párizsi Louis Carré Galériában 1946-ban rendezett kiállításának főként függő és álló mobiljai nagy hatást gyakoroltak a közönségre, akárcsak a katalógusban megjelenő esszé Jean-Paul Sartre-tól, akit Calder kért fel erre a feladatra. 1951-ben Calder kidolgozott egy új típusú szobrot, ezek a tornyok egy darab szöggel vannak a falhoz rögzítve, a drótszerkezet kimeredezik a falból és erről lógnak le különböző alakzatok.

### Színházi munkái
Mint közismert művészt, Caldert több színházi díszlet elkészítéséhez is felkérték (Nucléa, Panorama, Horizon, Socrate, Work in Progress). Az 1936-os Szókratész előadás díszlete fordulópont volt Calder művészeti fejlődésében.

### Monumentális művei
Az 1950-es években Calder nagyívű, monumentális munkáin dolgozott (Calder ezt az időszakot „agrandissements“-nak (bővítés) nevezi). Fontos példák az 1957-ben készült .125 a JFK Airport részére, a Spirál az UNESCO párizsi székhelyére 1958-ban és a Trois Disques (Három lemez) a montreáli 1967-es Expóra. Legnagyobb munkája a 25,7 méter magas El Sol Rojo, ami az 1968-as Nyári Olimpia "Cultural Olympiad" eseményéhez készült Mexikó Város Azték Stadionja elé.
1934-ben kisméretű munkáinak technikája alapján elkészítette első kültéri munkáit Roxburyben, connecticuti stúdiójában. Calder munkái elegánsan mozognak a szélben, természetes, spontán ritmusban lebegnek és kavarogtak. Első kültéri alkotásai túl gyengék voltak az erős légmozgásokhoz, ezért újragondolta a gyártási folyamatot. 1936-ban arányos makettet készített és ezt nagyobbította meg. A kis fém makett önmagában is teljesértékű mű volt. A nagyméretű munkák az irányítása alatt készültek és a nagyapja és apja által a szobrászatban használt klasszikus nagyítási módszereket alkalmazta. Calder rácstechnikával nagyította az alakzatokat.
A legtöbb monumentális munkáját 1962 után Franciaországban, Tourban, az Etablissements Biémontban készítette. Calder elkészítette a modellt, a felügyelete mellett a mérnökök a végső méretre nagyították és a technikusok kivitelezték. A stabilokat acéllemezekből készítették és lefestették. A Trois Disques kivétel volt, a 24 méteres szerkezet rozsdamentes acélból készült az International Nickel Company of Canadaban.
1958-ban Calder felkérte Jean Prouvé-t, hogy építse meg a Spirál acélalapját, míg a teteje Connecticutban készült. A Spirál az UNESCO párizsi székhelye elé készült. 1969 júniusában Calder részt vett a La Grande vitesse átadásán Grand Rapids-ben, Michiganben. Érdemes tudni erről a szoborról, hogy az első olyan közösségi szobor az Államokban, ami az erre a célra elkülönített állami forrásból jött létre (National Endowment for the Arts).
Calder Bent Propeller című munkáját 1971-ben állították fel a World Trade Center északi tornyánál. Amikor a Battery Park City megnyitott a szobrot áthelyezték a Vesey és Church utcába és a 7 World Trade Center előtt állt mindaddig, amíg a 9/11-ben el nem pusztult.
Calder 1974-ben mutatta be két szobrát, a Flamingot a Federal Plazanál és az Universe-t a Sears Towernél,[37] Chicagoban, Illinois-ban. Az Alexander Calder: Retrospektív kiállítás ezzel egy időben nyitott meg a chicagoi Museum of Contemporary Artban. Az eredetileg 1977-re tervezett Mountains and Clouds a Hart Senate Office Building részére csak 1985-re készült el költségvetési megszorítások miatt. A nagyívű munka 35 tonna, acéllemezekből készült és az épület kilencedik emeletéig felnyúlik. Calder élete utolsó évében készítette a szobrot a USA Szenátusa részére.

### Festmények és grafikák
A szobrai mellett Calder egész karrierje folyamán festett. 1925-ben kezdett nyomtatott munkákkal foglalkozni és könyvekhez, újságokhoz készített illusztrációkat. Ezek közé a munkái közé tartoznak az 1931-ben kiadott Aiszóposz-mesékhez tollal és tintával készült vonalrajzai. Ahogy a 30-as évek első felében a szobrászatban az absztrakt formák felé fordult ez éppúgy a grafikáiban is megjelent. A korábban grafikákhoz, rajzokhoz használt vékony vonalai gyakran mozgásban lévő geometrikus formát öltöttek. A nyomatokat véleménynyilvánításra is felhasználta, például 1967–69-ben a vietnámi háború ellen plakátokat készített.
A szakmai elismerése az 1940-es, 1950-es években jelentősen megnőtt és ezzel egyidejűleg a grafikáira is nőtt az igény. Sok gouache technikájú litográfiája került piacra és színdarabok, versek, rövid történetek elegáns kiadásait illusztrálták Calder művészi nyomatai.

### Repülőgép festés
A dallasi székhelyű Braniff International Airways 1972-ben megállapodott Calderrel egy Douglas DC-8-62 négymotoros utasszállító lefestéséről. Az ötlet címe a Repülő vászon. George Stanley Gordon, a New York-i Gordon and Shortt reklámügynökség alapítója azzal kereste meg Caldert, hogy fessen le egy utasszállítót, aki azzal utasította el az ajánlatot, hogy nem fest játékokat. Mikor Gordon jelezte, hogy egy életnagyságú gépről lenne szó Calder azonnal igent mondott. Gordon tudta, hogy a Braniff Internationalnál jó eséllyel zöld utat kaphat az ötlet, mivel az arculatukban összefonódott a divat és dizájn a repülés titokzatos világával. A Braniff elnöke, Harding Lawrence nagyon lelkesedett az ötletért, így szerződést kötöttek egy gép és ötven gouache technikájú kép megfestéséről.

### Autó festés
1975-ben Caldert megbízták a BMW 3.0 CSL modell megfestésével, ami a BMW Art Car projekt első darabja lett. A sorozat a mai napig tart.

### Ékszerek
Calder több mint 2000 ékszert készített karrierje során, legtöbbjét ajándékul készítette a barátainak és rokonainak. Számos ékszerében kifejeződik Afrika és más kontinensek iránti vonzódása. Legtöbbje sárgarézből és acélból készült kisebb kerámia, fa és üvegberakásokkal. Calder ritkán dolgozott forrasztással, mikor fémszálakat akart összekapcsolni jellemzően hurkokkal, drótdarabokkal vagy szegecsekkel kötötte őket össze. Az első ékszerét 1906-ban készítette nyolcévesen egy utcán talált réz drótból a testvére babáinak.

## Tárlat

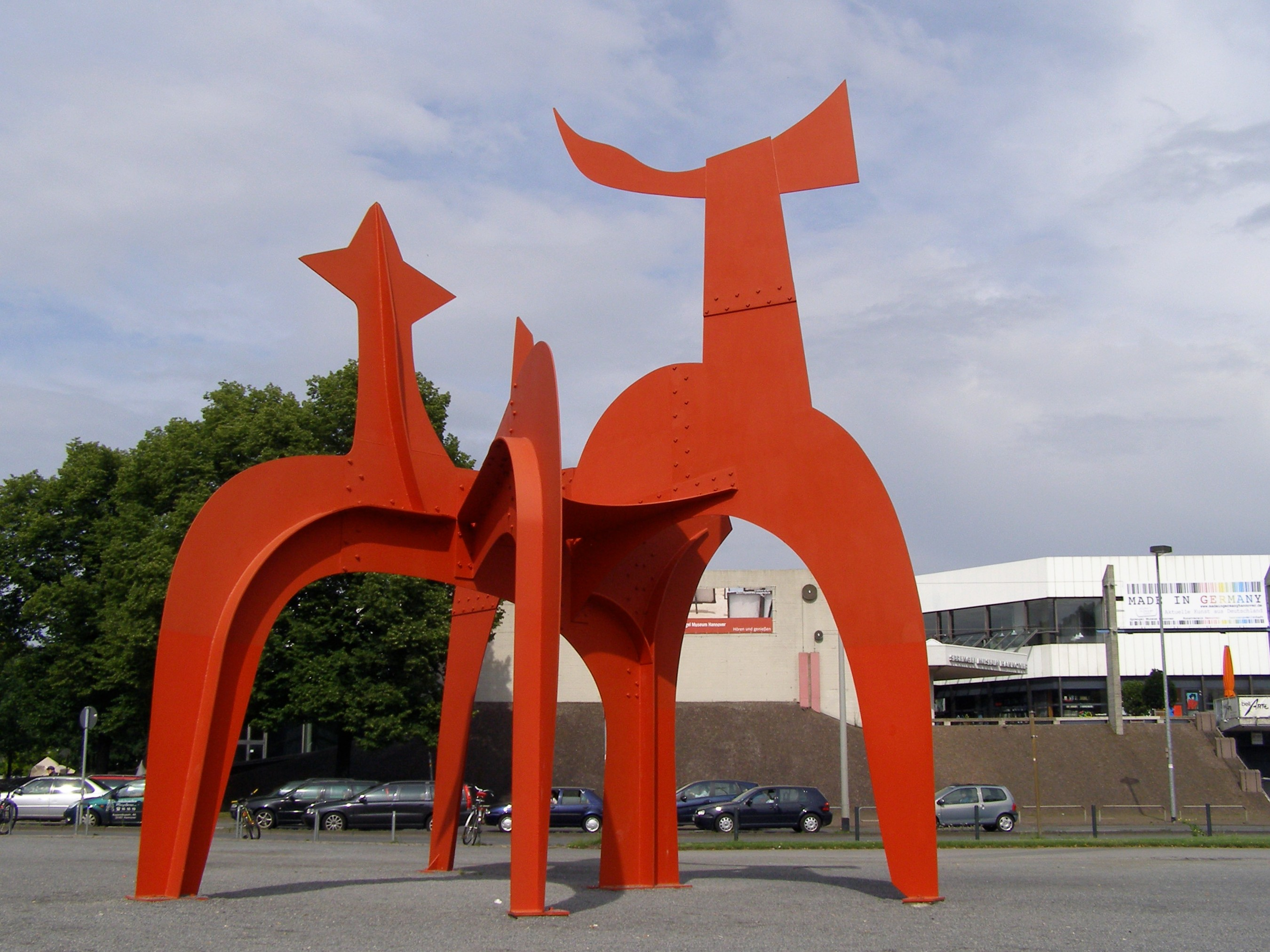
Alabárdos (1971) Sprengel Museum, Hannover
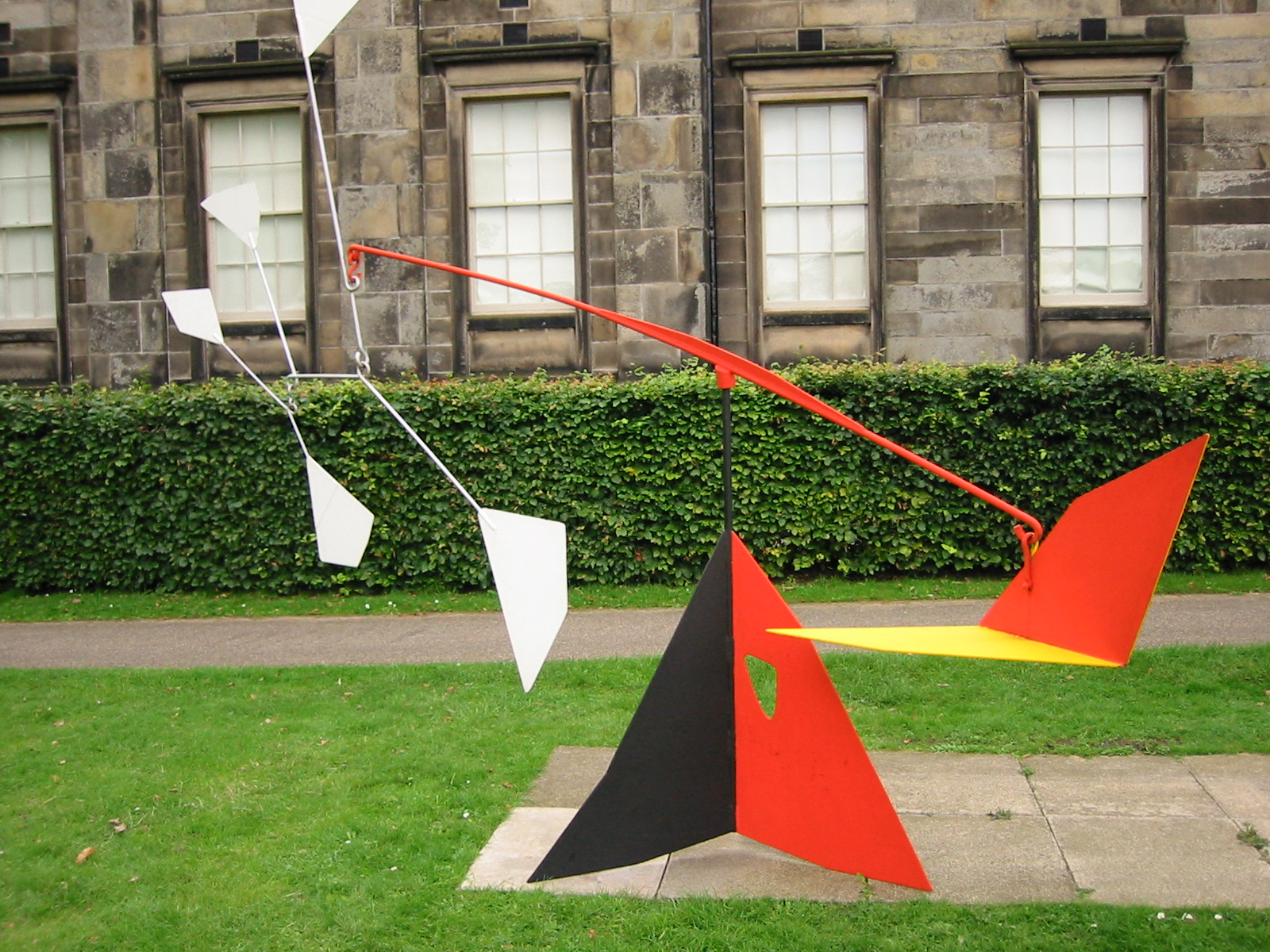
Vezérsík (1953) Scottish National Gallery of Modern Art
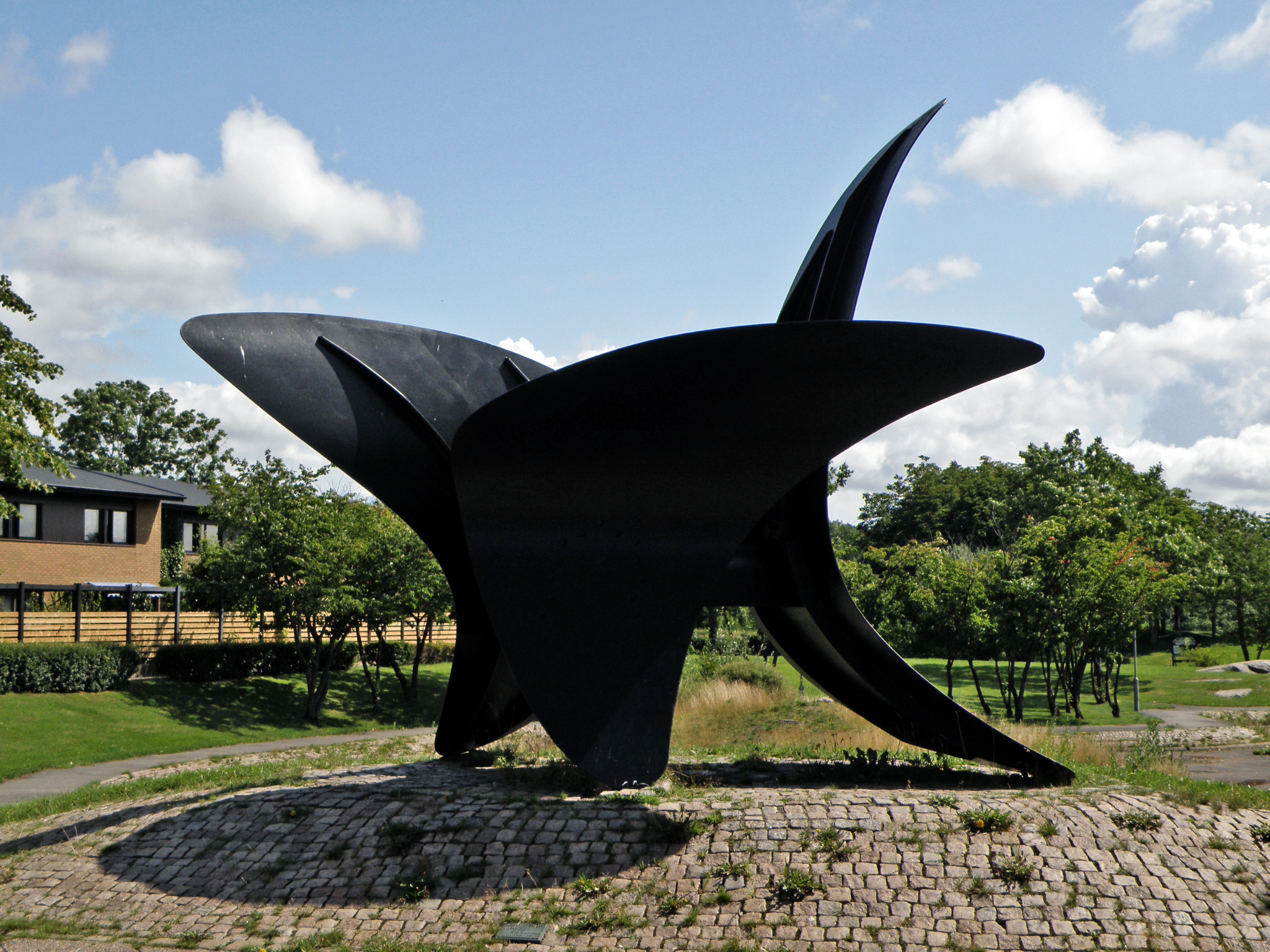
Három szárny (1967)
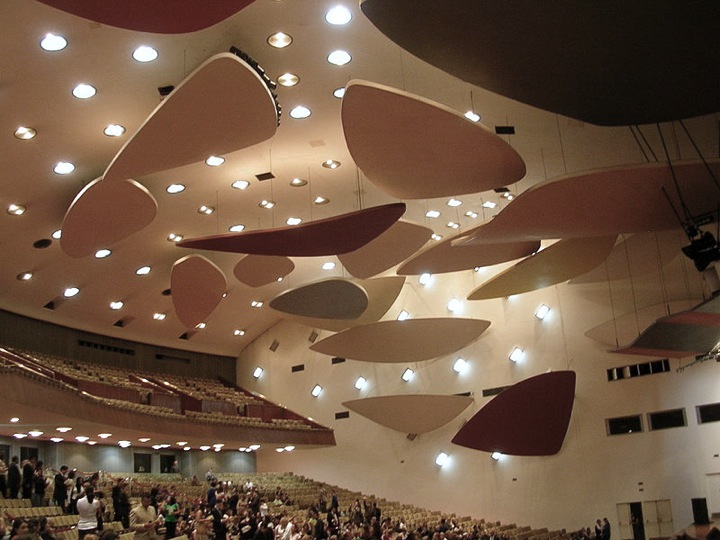
Akusztikus mennyezet (1953) Central University of Venezuela
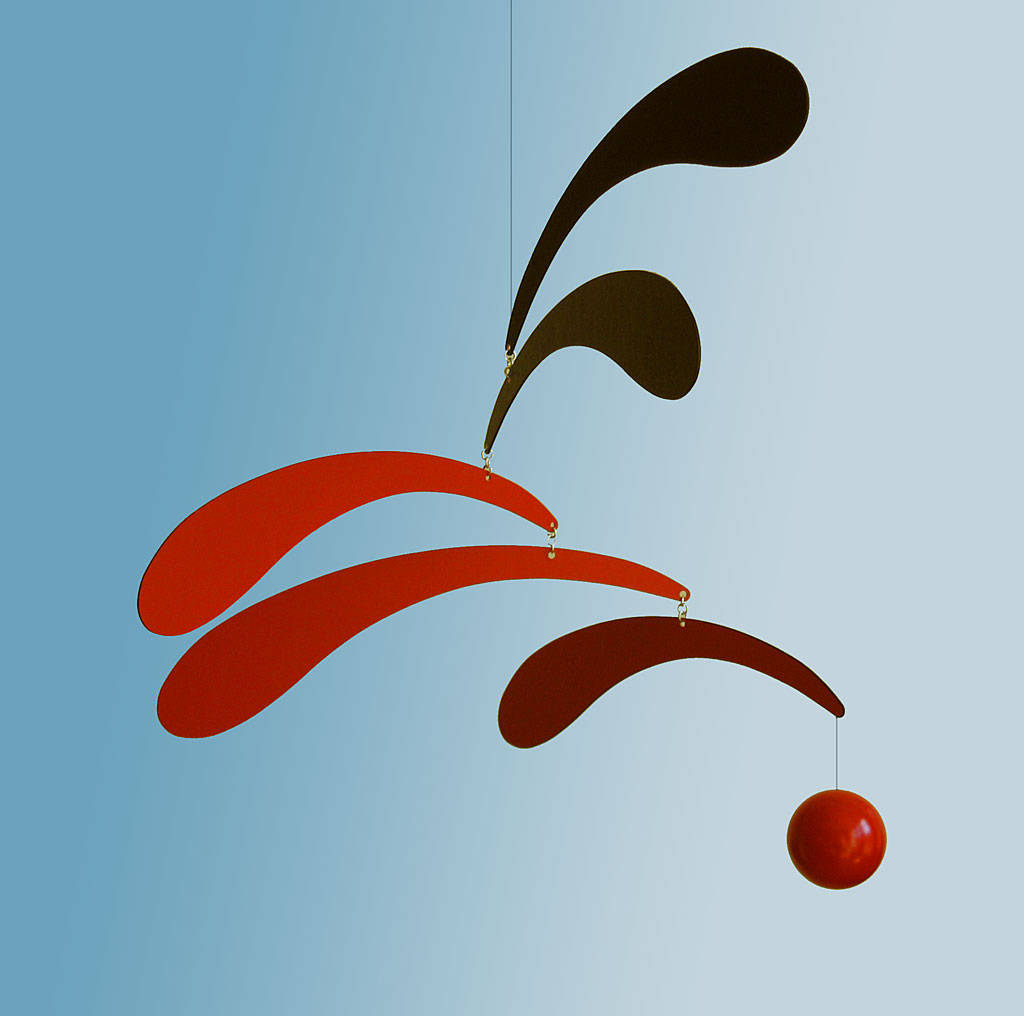
Mobile
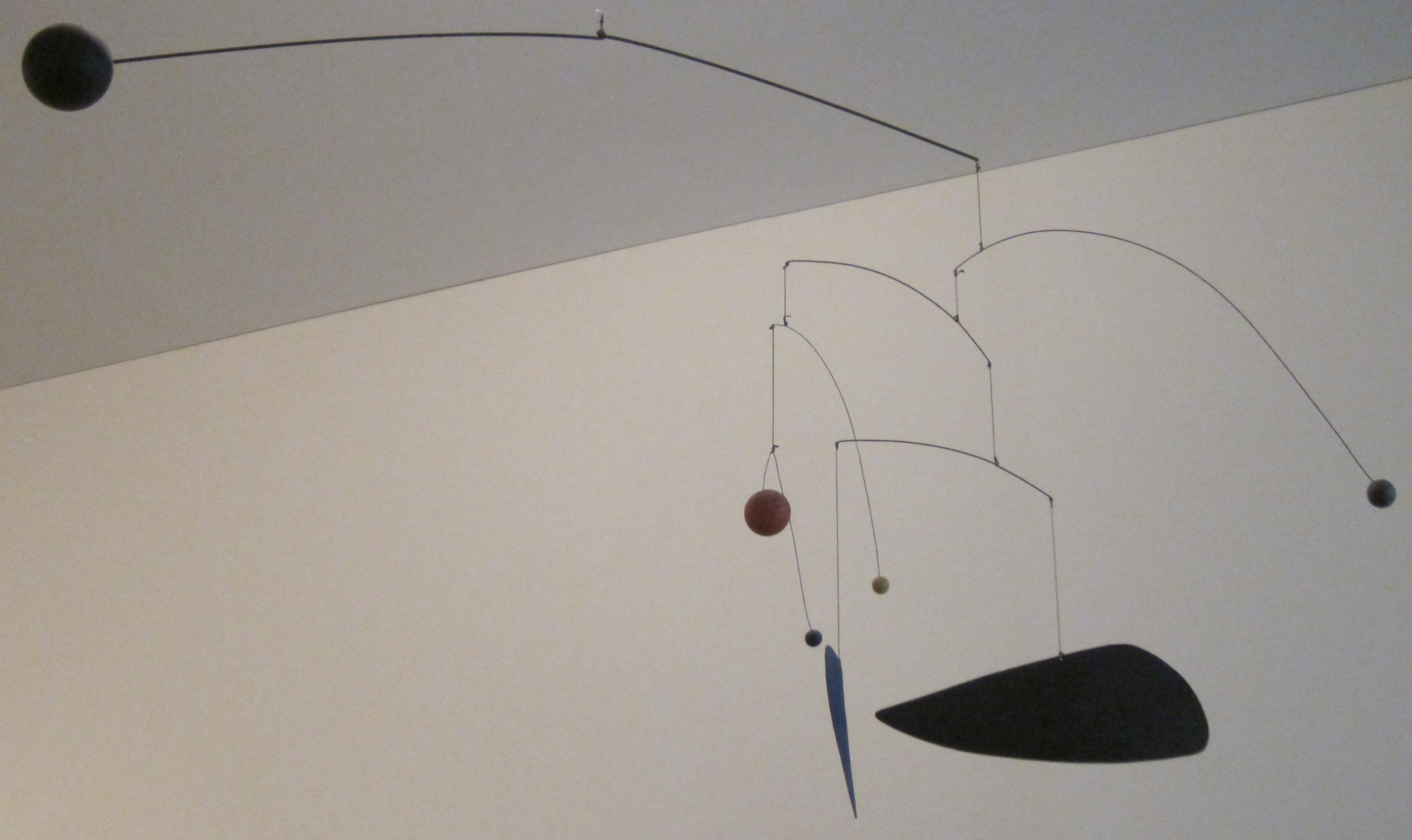
Mobile (1932)
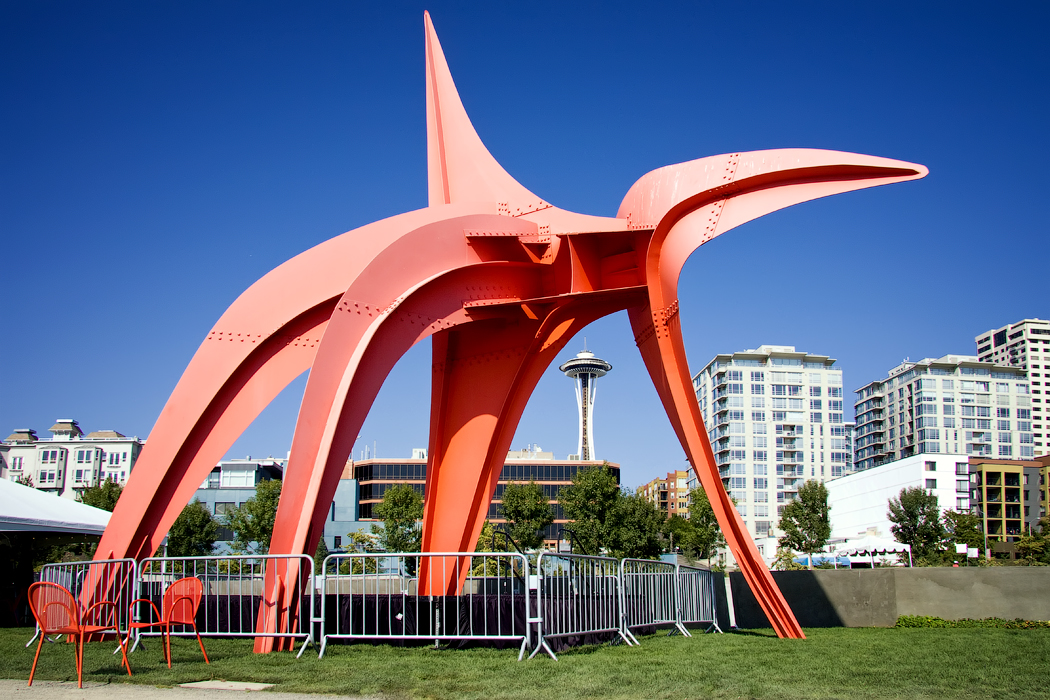
Sas Olympic Sculpture Park, Seattle

## Fordítás
- Ez a szócikk részben vagy egészben  az   Alexander Calder című angol Wikipédia-szócikk fordításán alapul.  Az eredeti cikk szerkesztőit annak laptörténete sorolja fel. Ez a jelzés csupán a megfogalmazás eredetét és a szerzői jogokat jelzi, nem szolgál a cikkben szereplő információk forrásmegjelöléseként.